# Juan Carlos Castilla Gómez
Juan Carlos Castilla Gómez, más conocido como Castilla , (Huelva, 10 de junio de 1978) es un exfutbolista español que jugaba en la posición de portero. 

## Trayectoria deportiva
Castilla  destacó desde joven en la cantera del Recreativo de Huelva aunque no dispuso de posibilidades para demostrar su valía en el primer equipo. Es por ello que en la temporada 2001/2002 decidió probar suerte en otro equipo y se marchó al Real Balompédica Linense debutando así en 2ª B y jugando un total de 27 encuentros, todos ellos como titular. Al año siguiente pasó al Jerez de los Caballeros, donde permaneció hasta 2004. En ese periodo jugó 44 partidos. Gracias a sus destacas actuaciones en el modesto club extremeño al finalizar dicha temporada fichó por la Unió Deportiva Atlètica Gramenet. En este club permaneció como titular durante dos temporadas jugando un total de 64 encuentros, incluyendo un play off de ascenso. Tras esos dos buenos años cambió nuevamente de aires para aterrizar en el Unió Esportiva Lleida donde ha disputado un total de 47 encuentros. En verano de 2008 cambió nuevamente de club para ser el nuevo guardameta del  FC Cartagena, equipo en el que estuvo durante dos temporadas, aunque perdió pronto el puesto de titular frente a  Rubén Martínez. 
En el verano de 2010 se confirma el fichaje de Castilla por el Club de Fútbol Palencia, equipo puntero del grupo 2º de la Segunda División B que jugó el playoff de ascenso la temporada anterior.
El 27 de mayo de 2011 ficha por la Unión Deportiva Logroñés.

## Clubes
| Club                             | País   | Año       | Partidos | Goles Encajados |
| -------------------------------- | ------ | --------- | -------- | --------------- |
| Real Club Recreativo de Huelva   | España | 1998-2001 |          |                 |
| Real Balompédica Linense         | España | 2001-2002 | 27       |                 |
| Jerez Club de Fútbol             | España | 2002-2004 | 44       |                 |
| Unió Deportiva Atlètica Gramenet | España | 2004-2006 | 64       |                 |
| Unió Esportiva Lleida            | España | 2006-2008 | 47       |                 |
| FC Cartagena                     | España | 2008-2010 | 11       | 15              |
| Club de Fútbol Palencia          | España | 2010-2011 | 37       | 28              |
| Unión Deportiva Logroñés         | España | 2011-     |          |                 |

- Datos: Q1937372